# 유청인
유청인(1996년 8월 6일 ~ )은 대한민국의 축구 선수이며 포지션은 미드필더이다. 현재 K3리그 부산교통공사축구단에서 활약하고 있다.

## 선수 생활
유청인은 서울 광장초등학교에서 축구를 시작하여, 이후 한양중학교, 대동세무고등학교에서 축구를 배웠다. 이후 숭실대학교 축구부에서 333대학 무대를 경험했다. 대한민국 U-17에 발탁되어, 2경기 1골을 기록하였다.
2016년 12월 28일 유청인은 K리그 클래식 강원 FC에 신인 자유계약으로 입단하였다. 그러나 K리그 클래식 2017 시즌에는 한 경기도 출전하지 못하고, 시즌을 마무리지었다. 2018시즌을 앞두고 K리그 챌린지의 성남 FC로 이적했다.
2018년 여름 이적시장을 통해 목포시청으로 이적했다.
2019시즌을 앞두고 안산 그리너스 FC에 입단하며 프로 무대에 돌아왔다.
2020시즌을 앞두고 K3리그의 강릉시청으로 이적했다.